# Klara Orban
Klara Orban (* 13. November 1961 in Ungarn, verheiratete Klara Piper) ist eine ungarisch-deutsche Handballspielerin.

## Biografie
Piper ist deutschstämmige Ungarin (ihre Großmutter ist Deutsche) und erhielt nach ihrem Wechsel von Ungarn in die Bundesrepublik Deutschland die deutsche Staatsangehörigkeit. Sie ist diplomierte Sportlehrerin.

### Verein
Die auf der Position Rechtsaußen eingesetzte, 1,60 Meter große Spielerin war in Deutschland bei TSV Bayer 04 Leverkusen und TuS Walle Bremen aktiv.

### Nationalmannschaft
Sie bestritt 132 Länderspiele für die deutsche Nationalmannschaft.
Mit dem Team stand sie im Aufgebot bei der Weltmeisterschaft 1986 und der Weltmeisterschaft 1990.

### Erfolge
- Mindestens dreifache Deutsche Meisterin